# يوان لين
يوان لين (بالصينية: 袁琳) (26 فبراير 1977 بغوانزو في الصين - ) هو لاعب كرة قدم صيني في مركز الدفاع. لعب مع نادي شنجن وMeizhou Hakka F.C. ‏ وShenzhen Ledman F.C. ‏ وShenzhen Fengpeng F.C. ‏.

## وصلات خارجية
- يوان لين على موقع قاعدة بيانات كرة القدم.إي يو (الإنجليزية)